# В Париж!
«В Париж!» — российский фильм 2009 Года Сергея Крутина.

## Сюжет
Действие фильма происходит в 1968 году в СССР. В основе сюжета лежит взаимоотношение отца и сына. Иван — хороший человек: прошёл войну, передовик на заводе, он сам растит сына Лёшку. Его возлюбленную Марию несправедливо обвинили в растрате большой суммы денег. А Лёшку перед любимой девушкой Наташей унизили хулиганы во главе с местным авторитетом Кислым. Иван решается изготовить на заводе револьвер и ограбить магазин, чтоб достать денег и спасти Марию от тюрьмы. На преступление он берёт с собой своего слабохарактерного сына Лёшку.
Ограбление успешно состоялось, но денег оказалось мало. Снова нужны деньги. Иван решает ограбить знакомый магазин, но снова неудача — деньги забрали инкассаторы. Он в отчаянии. Зато сын воодушевлён и предлагает свой план — они угонят машину, опередят инкассацию и ограбят тот же самый магазин, где их никто не будет ждать. Отец соглашается. Лёшка хочет роль главного и оружие. И тут отец уступает.
После ограбления при выходе из магазина им преграждает путь инкассатор. Пока инкассатор пытается достать оружие, Алексей стреляет в него и убивает.
Иван, тяжело переживая случившееся, старается помочь сыну. Он оправдывает убийство необходимостью, а потому выход прост — выпить водки и забыть. Сын понимает всё слишком буквально — они сами виноваты, так как мешали их цели.
Марию откупили от тюрьмы, покрыв недостачу, но Лёшка сильно меняется. Он постоянно говорит о деньгах, снова хочет грабить, но уже для себя. Для него всё кажется таким простым и доступным, а деньги ему очень нужны на свадьбу. Отец против грабежей и угрожает пойти на крайние меры, но от этого сын только замыкается, строя свои планы и всё больше озлобляясь.
Не дождавшись скорой свадьбы, Алексей насилует свою невесту. Отцу он говорит, что свадьбы не будет, а он хочет денег и уехать очень далеко. Отец не принимает всерьёз идеи сына — везде одинаково. Милиционеры находят Кислого зарезанным в туалете клуба.
Алексей крадёт у отца револьвер и грабит сберкассу, совершая убийства, в том числе Марии, которая его увидела и узнала.
Иван случайно становится свидетелем ограбления и видит убитых. Он вдруг понимает, что превратил сына в жестокого убийцу. Не в силах исправить прошлые ошибки, он решает сам остановить сына и убивает его, добавив в водку снотворное. Судя по последним кадрам фильма, отца задержала милиция, либо он пришёл с повинной.

## В ролях
- Юрий Степанов — Иван
- Ярослав Жалнин — Лёшка
- Георгий Дрозд — полковник милиции
- Евгений Ефремов — Вова Кислый
- Сергей Сипливый — парторг
- Полина Кутепова — Мария
- Валерия Ходос — Наташа
- Осип Найдук
- Нина Шаролапова — продавщица

## Съёмки
Часть эпизодов фильма снималась в городе Бердичев (Украина) на улице Карла Либкнехта (ныне улица Европейская), которую специально для этого привели в антураж 60-х годов прошлого столетия, а также на территории машиностроительного завода «Прогресс» и завода «Большевик» в Киеве.

## Награды
- Фестиваль «Киношок» в 2009 году, 2 место, определилось путём зрительского голосования.[1]